# Шутова, Ливия Васильевна
Ли́вия Васи́льевна Шу́това (р. 30 декабря 1925) — советская театральная актриса. Народная артистка РСФСР (1965). Народная артистка Молдавской ССР (1973).

## Биография
Ливия Шутова родилась 30 декабря 1925 года в селе Жуковка Нижегородской области. Её родители были из крестьян. Мать — Анна Фёдоровна Шутова, домохозяйка. Отец — Василий Иванович Шутов, механик, плавал по Волге на пароходах. В 1932 году семья переезжает в Саратов. Василий Иванович устраивается на работу в саратовский детский дом «Красный городок», обучая детей слесарному и токарному ремеслу. В этом же году Ливия Васильевна идёт в школу. А с 1934 года Василий Иванович назначается на должность директора детского дома «Красный городок». Жизнь семьи была тесно связана с жизнью детского дома. Детей обучали не только общеобразовательным предметам, но и развивали у них творческие способности.
После окончания средней школы Ливия Васильевна поступает в Саратовский педагогический институт на факультет иностранных языков, на английское отделение. Время было трудное, военное и необходимо было устроится на работу, чтобы получать продовольственную карточку. Ливия Васильевна устроилась на работу в Дом книги продавцом в художественный отдел. Она оказалась в мире русской и иностранной литературы. Работа ей очень нравилась, но мечта о театре не покидала её с тех пор, как она полюбила Саратовский драматический театр им. К. Маркса. Со спектаклями и актёрами этого театра она познакомилась, учась в школе. Старшеклассники были частыми зрителями спектаклей этого театра. Работа больших актёров — И. А. Слонова, С. М. Муратова, П. А. Карганова, В. К. Соболевой и др.- помогает ей увидеть своё будущее только на сцене.
В 1944 году Ливия Васильевна случайно узнала, что открылась драматическая студия при театре, и решила попытать счастья. Сдав экзамены на отлично, перешла учиться в студию на курс народного артиста РСФСР П. А. Карганова. Годы обучения в студии были успешными и плодотворными. В 1947 году окончила драматическую студию при Саратовском АДТ имени К. М. Маркса и стала ведущей актрисой этого театра.
Щедрое сценическое обаяние, красота, мягкость, изящество и своеобразие актрисы проявлялись в больших и малых ролях будущего обширного репертуара. Первый крупный сценический успех актрисы в театре связан с ролью Машеньки в одноимённой пьесе А. Н. Афиногенова. Машенька, сыгранная с такой огромной любовью и наивной простотой, приносит ей первый настоящий успех. Для саратовского зрителя открылась новая своеобразная актриса. А перед актрисой — настоящая дорога в большое искусство.

«Шутовой не пришлось потратить годы для того, чтобы найти свой театр, переходить из труппы в труппу в поисках художественных единомышленников. Её воспитатели стали затем и её коллегами по сцене. Театр, в который ступила Л. В. Шутова, был не просто коллективом устоявшихся традиций. Это был театр слоновских реалистических традиций, с добрым вкусом в выборе репертуара, высоким уровнем режиссуры и крепким актёрским ансамблем. Может быть, в этом — одна из основных причин закономерности её роста, того, что актриса сумела естественно и последовательно завоевать одну за другой вершины мастерства. От учителей и старших коллег Шутова унаследовала постоянное стремление к естественности, к точному и выразительному рисунку образа. Л. В. Шутова с большой полнотой сумела раскрыть убеждённость и идейную целенаправленность своих героинь в драматических полотнах широкого социального плана.»
- Я. Явчуновский, журнал «На просторах Волги», 1960 год.

«Любая актриса позавидует той популярности и любви зрителей, которую имела, пожалуй, на протяжении всех 20 лет работы в Саратовском драматическом театре Л. В. Шутова. На Шутову ходили. И многие театралы помнят великолепную актрису».
 Журнал «Сфера», 30 марта 1991 года.
За время работы в Саратовском театре Ливия Шутова сыграла более 60-ти ролей. В 1967 году, приняв приглашение главного режиссёра Кишиневского РДТ имени А. П. Чехова. С. Петровского, Ливия Васильевна перешла на работу в этот театр. Знакомство молдавских зрителей с актрисой состоялось в этом же году. Это была роль Гелены в пьесе Л. Г. Зорина «Варшавская мелодия». Этот спектакль стал настоящим событием в театральной жизни Молдавии. После «Варшавской мелодии» Ливия Шутова создала на сцене этого театра ряд ярких сценических образов. С 1975 по 1989 годы Ливия Васильевна служила в Московском театре на Малой Бронной. Первой успешной работой в этом театре бала роль Норы в спектакле О`Нила «Душа поэта» в постановке Народного артиста РСФСР Михаила Козакова.

## Театральные работы

### Саратовский драматический театр им. Карла Маркса
- «Мужество» Г. С. Берёзко — Маша Рыжова
- «Машенька» А. Н. Афиногенова — Машенька
- «За вторым фронтом» В. Н. Собко — Таня Егорова
- «Совесть» Ю. П. Чепурина — Юлька
- «Обыкновенный человек» Л. М. Леонова — Аннушка
- «На бойком месте» А. Н. Островского — Аннушка
- «Годы странствий» А. Н. Арбузова — Люся Ведерникова
- «Лес» А. Н. Островского — Аксюша
- «Девушка с кувшином» Лопе де Вега — донья Мария
- «Твоё личное дело» С. И. Алёшина — Ася
- «Девицы-красавицы» А. Д. Симукова — Маша
- «Персональное дело» А. П. Штейна — Марьяна
- «Интервенция» Л. И. Славина — Жанна Барбье
- «Светит, да не греет» А. Н. Островского и Н. Я. Соловьёва — Оля Василькова
- «Вей, Ветерок» Я. Райниса — Барба
- «Иван Грозный» В. А. Соловьёва — царица Анна
- «Пролитая чаша» А. П. Глобы — Ин-Ин
- «Маскарад» М. Ю. Лермонтова — Нина
- «Оптимистическая трагедия» В. В. Вишневского — Kомиссар
- «Зыковы» М. Горького — Павла
- «Доктор философии» Б. Нушича — Клара
- «Антоний и Клеопатра» Шекспира — Клеопатра
- «Барабанщица» А. Д. Салынского[1] — Нила Снижко
- «Дядя Ваня» А. П. Чехова — Соня
- «Кукольный дом» Г. Ибсена — Нора
- «Соперницы» Е. М. Бондаревой — Тося
- «Живой труп» Л. Н. Толстого. Режиссёр: М. М. Ляшенко — Маша, цыганка
- «Мария Стюарт» Ф. Шиллера. Режиссёр: С. С. Казимировский — Мария Стюарт[2]
- «Убийца» И. Шоу — Элен
- «Миллионерша» Б. Шоу — Эпифания
- «Бесприданница» А. Н. Островского — Лариса Дмитриевна Огудалова
- «Третья патетическая» Н. Ф. Погодина — Настя
- «Океан» А. П. Штейна — Анечка
- «Хрустальный ключ» Е. М. Бондаревой — Алла
- «Стряпуха» А. В. Софронова — Павлина
- «Камешки на ладони» А. Д. Салынского — Анна Зеехолен
- «Разлом» Б. А. Лавренёва — Татьяна Евгеньевна Берсенева
- «Уриэль Акоста» К. Гуцкова — Юдифь
- «В старой Москве» В. Ф. Пановой — Ксения
- «Остров Афродиты» А. Парниса — Кэт
- «Медвежья свадьба» А. В. Луначарского — Юлька
- «Не было ни гроша, да вдруг алтын» А. Н. Островского — Настенька
- «В старой Москве» В. Ф. Пановой — Ксения
- «Рассудите нас, люди» А. Д. Андреева —  Женя
- «Маленькая студентка» Н. Ф. Погодина — Вавка Маландина
- «Жаркое лето в Берлине» Д. Кьюсак — Джой
- «Орфей спускается в ад» Т. Уильямса — Кэрол

### Кишиневский драматический театр им. А. П. Чехова
- «Варшавская мелодия» Л. Г. Зорина — Геля
- «Миллионерша» Б. Шоу— Эпифания
- «Мещане» М. Горького — Елена
- «Три сестры» А. П. Чехова — Ольга
- «Большевики» М. Ф. Шатрова — М. И. Ульянова
- «Элегия» П. И. Павловского — Мария Гавриловна Савина
- «Другая» С. И. Алёшина — Екатерина Васильевна
- «Избираю мужество» (монодрама) Г. Слоевской — Роза Люксембург
- «Валентин и Валентина» М. М. Рошина — мать Валентины
- «Забыть Герострата» Г. И. Горина — Клементина
- «Лиса и виноград» Г. Фигерейдо — Клея
- «Вишнёвый сад» А. П. Чехова — Любовь Андреевна Раневская

### Театр на Малой Бронной
- «Золотая карета» Л. М. Леонова — Мария Сергеевна
- «Душа поэта» Ю. О`Нила — Нора
- «Вкус мёда» Ш. Делани — Элен
- «Волшебник Изумрудного города» А. М. Волкова — Велина
- «Пять романсов в старом доме» В. К. Арро — Полина
- «Раненый зверь» С. Б. Коковкина— Екатерина
- «Рассказ от первого лица» А. Н. Житинского — Валентина Фёдоровна
- «Пути-перепутья» Ф. А. Абрамова — Софья
- «Воспоминания» В. С. Розова — Певица

### Фильмография
1. 1972 — Спасённое имя (фильм) — Анна
2. 1977 — Лунев сегодня и завтра — Княжевская

## Признание и награды
- заслуженная артистка РСФСР (1957)
- народная артистка РСФСР (1965)
- орден Трудового Красного Знамени (1971)
- народная артистка МССР (1973)